# Adrian Lulgjuraj
Adrian Lulgjuraj (nacido en Ulcinj, Yugoslavia, actualmente Montenegro) es un cantante albanés. Representó a Albania en el Festival de la Canción de Eurovisión 2013 a dúo con Bledar Sejko con la canción "Identitet", aunque no pasó a la final.

## Biografía
Lulgjuraj nació en la localidad costera de Ulcinj (en albanés: Ulqin), la ciudad más meridional de Montenegro. Aunque se trata de una ciudad con mayoría albanesa, Lulgjuraj ha estado involucrado en proyectos y festivales a lo largo de Montenegro. Es conocido por su obra caritativa y por su original género musical. Lulgjuraj llegó a la industria musical albanesa a principios de los años 2010, participando en varios programas de televisión y festivales como Top Fest. Participó en esta competición dos veces, llegando a la final en ambas ocasiones y recibiendo varios premios. Lulgjuraj participó también como asistente de coach en "The Voice of Albania"', la versión albanesa de The Voice.
Actualmente está casado con Ana Pejović Lulgjuraj, quién fue Miss Montenegro en 2000. Tienen dos hijos.

## Discografía
Sencillos
- "Identitet" (ft. Bledar Sejko) (2012)
- "Evoloj" (2012)
- "Të mori një det" (2011)